# Movimiento Kloaka
El movimiento Kloaka fue un colectivo poético y artístico peruano de los años 1980. Se caracterizó por el uso de jerga callejera y vocabulario malsonante para manifestar protesta social. Se le considera parte de la corriente andesgraund, vocablo que combina los aspectos andino y subterráneo del país.

## Historia
Fue fundado por los poetas peruanos Roger Santiváñez y Mariela Dreyfus, el 30 de agosto de 1982, en el restaurante "Wony" del centro de la ciudad de Lima. Aunque ambos son considerados los fundadores oficiales, el escritor Percy Vilchez señaló que Santiváñez fue el creador de varias ideas anarquistas que dieron lugar al movimiento. Después de la fundación, en septiembre del mismo año, fueron invitados a sumarse al movimiento los jóvenes escritores Guillermo Gutiérrez (Tío Factos) y Edián Novoa.
Posteriormente, se integraron –paulatinamente– el pintor Carlos Enrique Polanco, así como los poetas José Alberto Velarde, Domingo de Ramos, Mary Soto y Julio Heredia. Estos fueron los nueve miembros del Movimiento Kloaka. También existió una filial en la ciudad de Catacaos, Piura, en la costa norte del Perú, conformada por el poeta Lelis Rebolledo, el músico Estanislao Quesada y el pintor César Badajoz.
En 2018, la investigadora Giancarla Di Laura Morales señaló que el movimiento perdió a cuatro de sus miembros debido a las diferencias ideológicas en 1984: Guillermo Gutiérrez, Julio Heredia, Mariela Dreyfus y Mary Soto. Dalmacia Ruiz-Rosas Sahomod y José Antonio Mazzotti se encargaron de continuar con el movimiento. Treinta y cuatro años después, el movimiento se reconstituyó en España bajo el nombre de Kloaka Internacional.